# Exposição Universal de 1905
A Exposição Universal de 1905 foi uma feira mundial que aconteceu em Liège, na Bélgica entre 27 de abril a 6 de novembro de 1905 somente 8 anos após outra feira mundial na Bélgica, em Bruxelas. Com o intuito de mostrar a importância industrial de Liège e também de comemorar 75 anos da Independência da Bélgica e 40 anos do reinado de Leopoldo II da Bélgica.

## Participantes

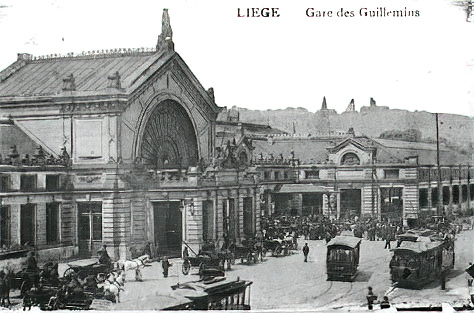
Estação de Liège em 1905

Total de 29 países

### África
Egito e Estado Livre do Congo;

### América
Argentina, Brasil, Canadá, Cuba e Estados Unidos;

### Ásia
China, Japão, Pérsia e Turquia;
A exposição recebeu cerca de 7 milhões de visitantes, com área de 52 acres e arrecadou 75,117 francos belgas;

### Europa
Áustria, Bulgária, Dinamarca, France, Grã-Bretanha, Grécia, Hungria, Itália, Luxemburgo, Montenegro, Noruega, Holanda, Portugal, Romênia, Rússia, Sérvia, Suécia e Suíça;
Alemanha e Espanha foram participantes não-oficiais.

## Legado
O Palais de Beaux Arts foi construído e mantido na cidade e hoje é o Musée d'Art Moderne et d'Art Contemporaine.

## Música
- Cantate pour l'inauguration de l'Exposition universelle de Liège, 1905 de Jean-Théodore Radoux com letra de Jules Sauvenière foi escrita para a Expo.